# 안나 볼레나

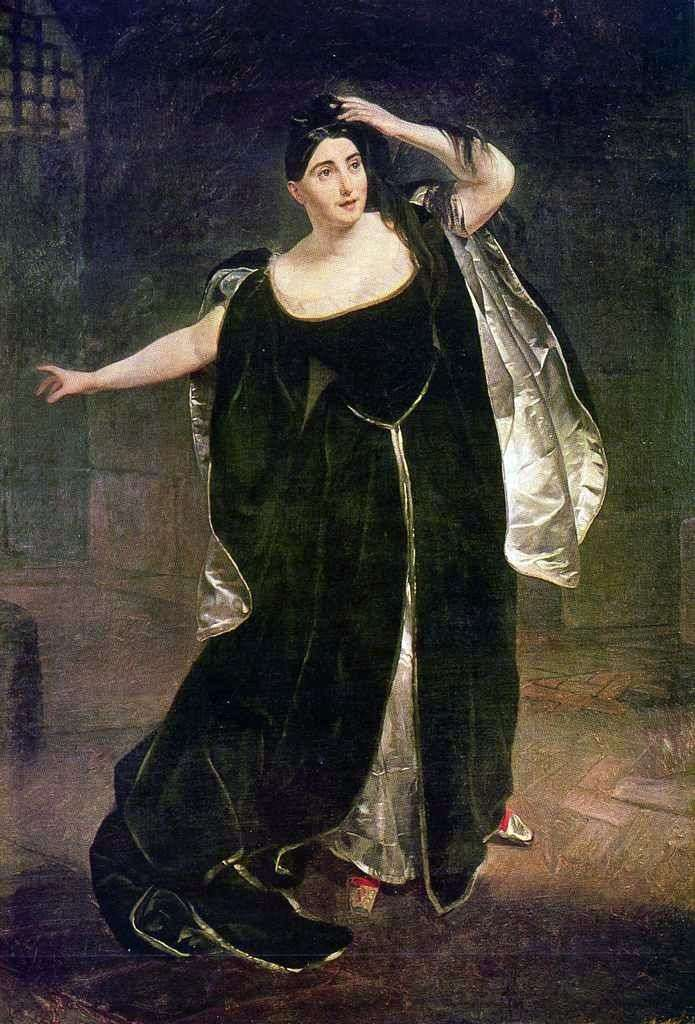

안나 볼레나(Anna Bolena)는 가에타노 도니제티가 작곡한 2막의 서정 비극(tragedia lirica), 또는 비극 오페라이다. 펠리체 로마니는 역사적 사실에, 가상의 이야기를 더하여 대본을 작성하였다. 초연은 1830년 12월 26일, 밀라노의 카르카노 극장에서 막이 올려졌다.

## 등장인물
|                                           |              | Premiere, December 26, 1830 |
| ----------------------------------------- | ------------ | --------------------------- |
| 안나 볼레나 (앤 볼린)                     | 소프라노     | Giuditta Pasta              |
| 엔리코 (헨리) 8세                         | 베이스       | Filippo Galli               |
| 조반나 세이무르(제인 시무어), 안나의 시녀 | 메조소프라노 | Elisa Orlandi               |
| 로체포르트 경, 안나의 남동생              | 베이스       | Lorenzo Biondi              |
| 페르시 경                                 | 테너         | Giovanni Battista Rubini    |
| 스메톤, 음악가                            | 콘트랄토     | Henriette Laroche           |
| Hervey, 궁정 관리                         | 테너         | Antonio Crippa              |
| Courtiers, soldiers, huntsmen             |              |                             |

## 줄거리

### 1막
- 1장

윈저궁 왕비의 구역, 한 신하는 왕비의 운명이 결정되었다고 언급한다. 왕의 변덕스런 마음은 다른 사랑으로 불타고 있기 때문이다. 조반나가 등장한다. 그녀는 근심하여 왜 왕비가 자신을 보려고 요청했는지 궁금해한다.
안나가 등장하여 사람들이 슬퍼보인다고 언급한다. 왕비는 조반나와 문제가 있다고 시인한다. 왕비의 요청으로 그녀의 시종 스메톤이 하프를 연주하고 사람들을 즐겁게 하기 위해 노래부른다. 왕비는 그에게 그만 두라고 명령한다. 아무도 듣지 못하게 그녀는 독백으로 그녀의 첫 사랑의 재가 아직 불타고 있고, 그녀는 이제 헛된 빛안에서 행복하지 않다고 말한다. 왕비는 조반나에게 무엇이 그녀를 괴롭히는지 말하지 못한다. 모두가 떠나고 조반나가 남았다.
엔리코 왕이 등장한다. 엔리코는 조반나에게 곧 그녀는 라이벌이 없어질 것이고, 제단이 그녀를 위해 준비되었으며, 그녀는 남편과 왕권과 왕좌를 가지게 될 것이라 말한다.
- 2장